# 新德米特里夫卡 (格尼奇斯克區)
46°12′24″N 34°30′48″E / 46.20667°N 34.51333°E
新德米特里夫卡（烏克蘭語：Новодмитрівка）是位於烏克蘭南部的村莊，由赫爾松州海尼切斯克區的海尼切斯克市镇負責管轄。該村始建於1860年，面積68.5平方公里，海拔高度7米，2001年人口1,141，人口密度每平方公里16.7人。